# Scheepslift Scharnebeck

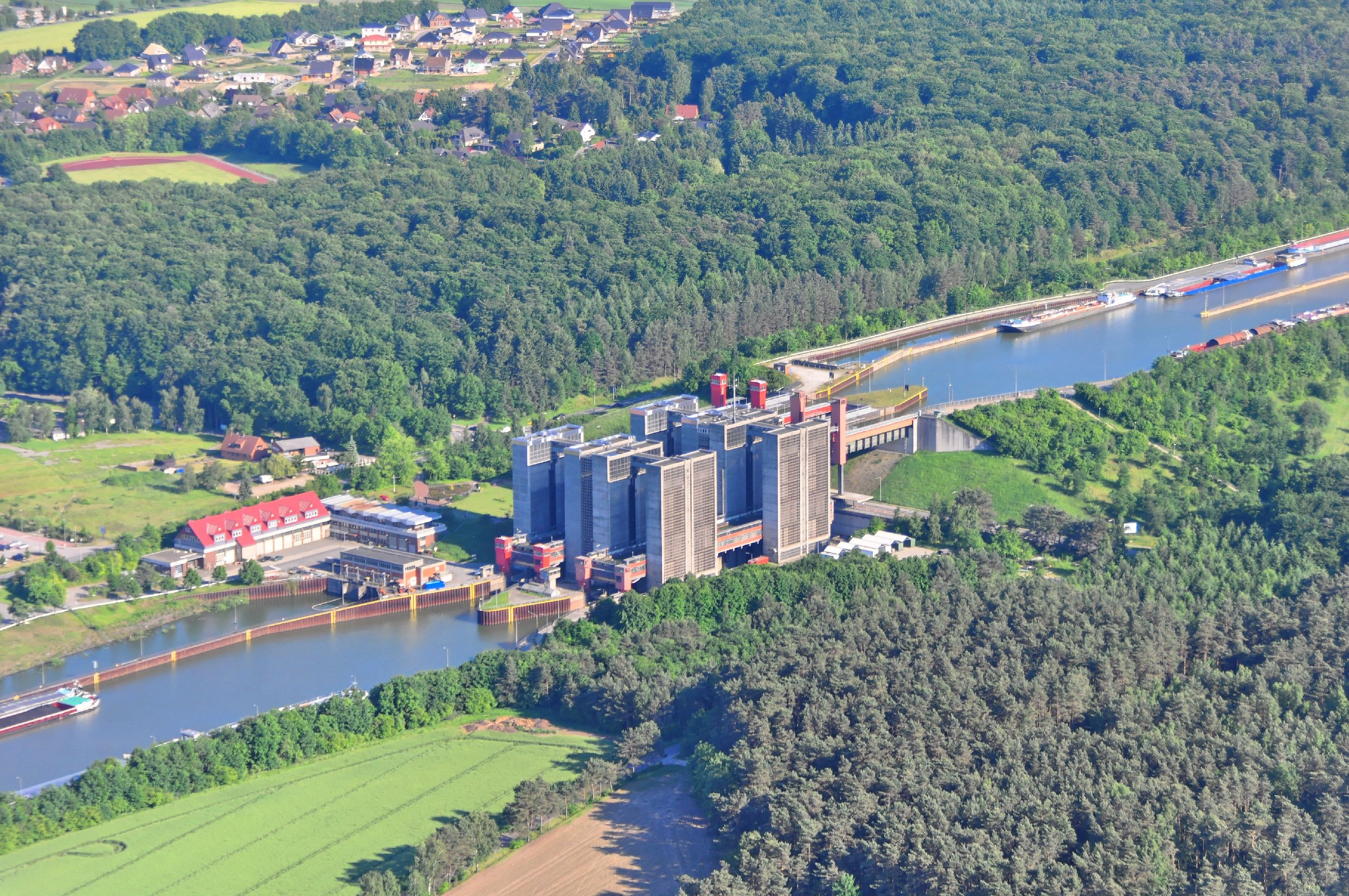
Luchtfoto van het complex

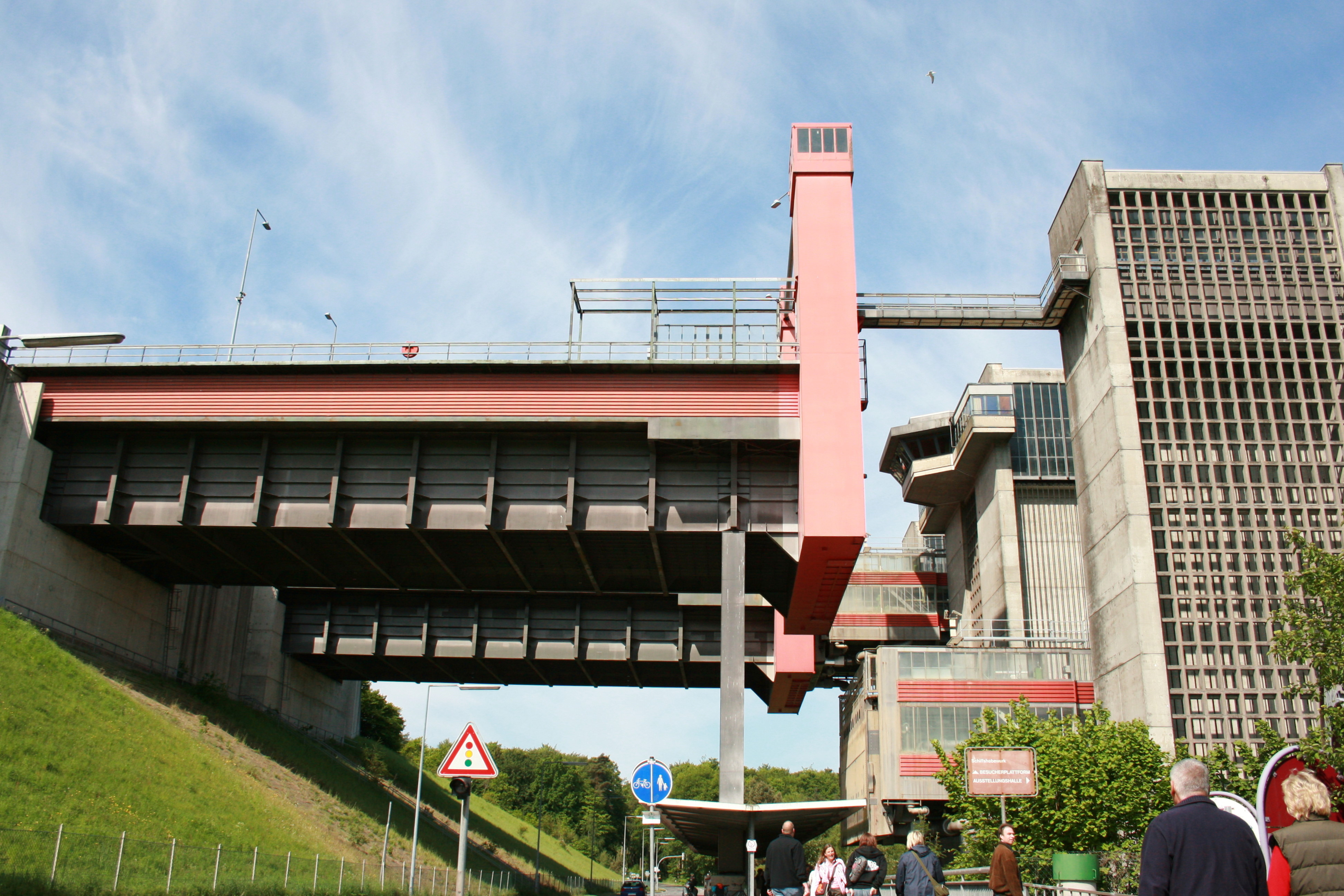
Toevoerkanaal naar de bakken

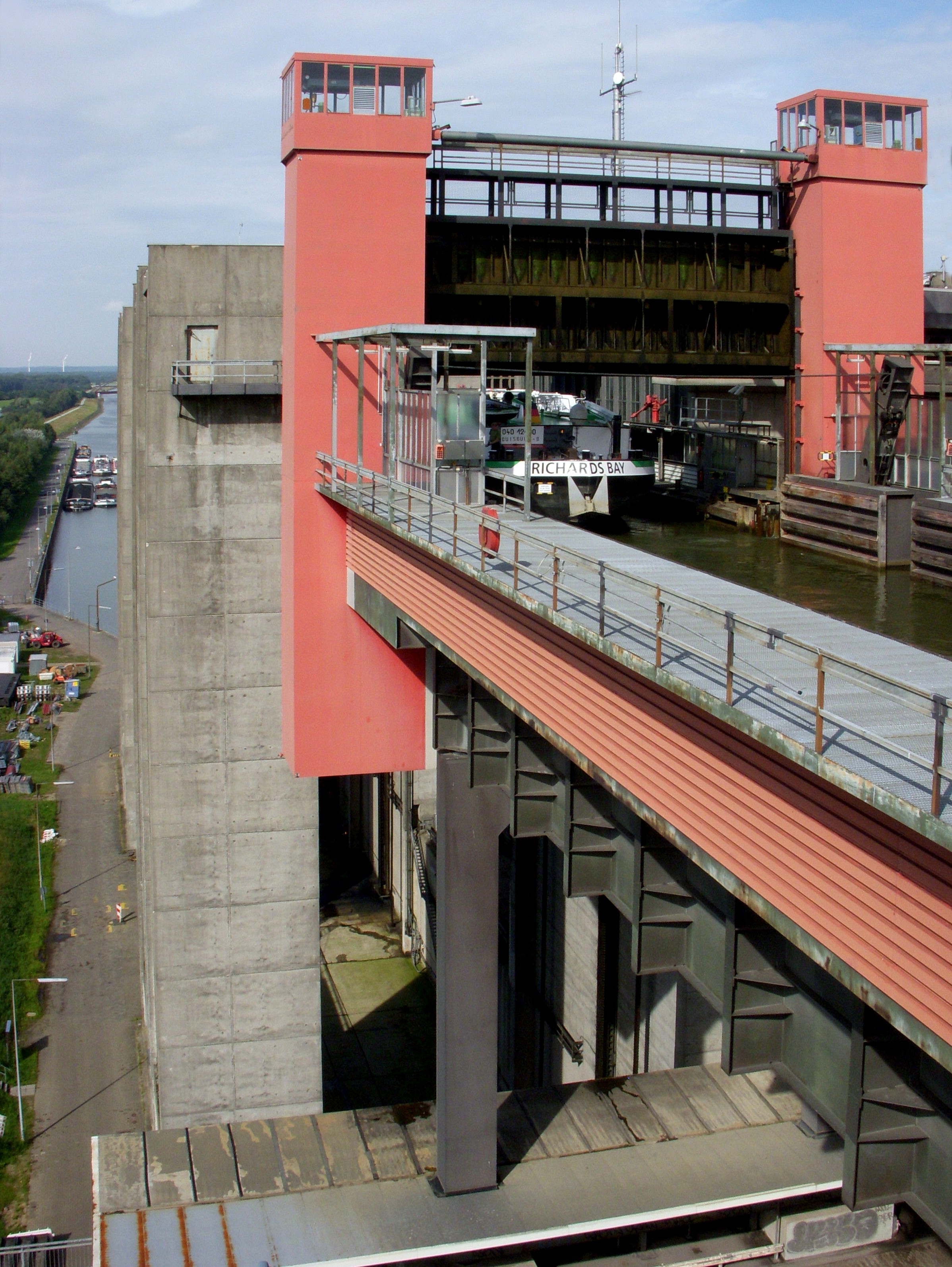
Een schip vaart een bak binnen

De scheepslift Scharnebeck ligt in het Elbe-Seitenkanaal in Noord-Duitsland. De lift overbrugt een hoogteverschil van 38 meter. Het eerste schip passeerde de scheepslift op 5 december 1975.

## Beschrijving
De lift heeft twee bakken die verticaal worden bewogen. Grote contragewichten zorgen dat weinig kracht nodig is om de bakken te bewegen. Na het binnenvaren van de bakken duurt het ongeveer zeven minuten om het hoogteverschil van 38 meter de overbruggen. De bakken zijn ongeveer 100 meter lang en 11,8 meter breed. De waterdiepte is ongeveer 3,4 meter, mede afhankelijk van de waterstand in het kanaal.
Elke bak, inclusief water, heeft een gewicht van circa 5800 ton. Het gewicht van een schip is gelijk aan de waterverplaatsing en daarom is het gewicht van de bak met een binnenvaartschip even hoog. Elke bak is verbonden via 240 staalkabels van 54 millimeter dik met 224 betonnen contragewichten van elk 26,5 ton. De bakken worden voortbewogen door vier elektromotoren met een vermogen van 160 kilowatt.